# نیلک (دالاهو)
نیلک (دالاهو)، روستایی از توابع بخش گهواره شهرستان دالاهو در استان کرمانشاه ایران است. نیلک دارای باغات انگور ، سیب ، گردو ، هلو ، زردآلو ، به ، انجیر ، و.... می باشد این روستا از طبیعت سر سبز کوهستانی و بکری بهره‌مند است اکثر مردم روستا به کار دام داری و کشاورزی مشغول هستند

## جمعیت
این روستا در دهستان گورانی قرار دارد و براساس سرشماری مرکز آمار ایران در سال ۱۳۸۵، جمعیت آن ۲۶۸ نفر (۶۵خانوار) بوده‌است.